# Georg Büchnerpriset

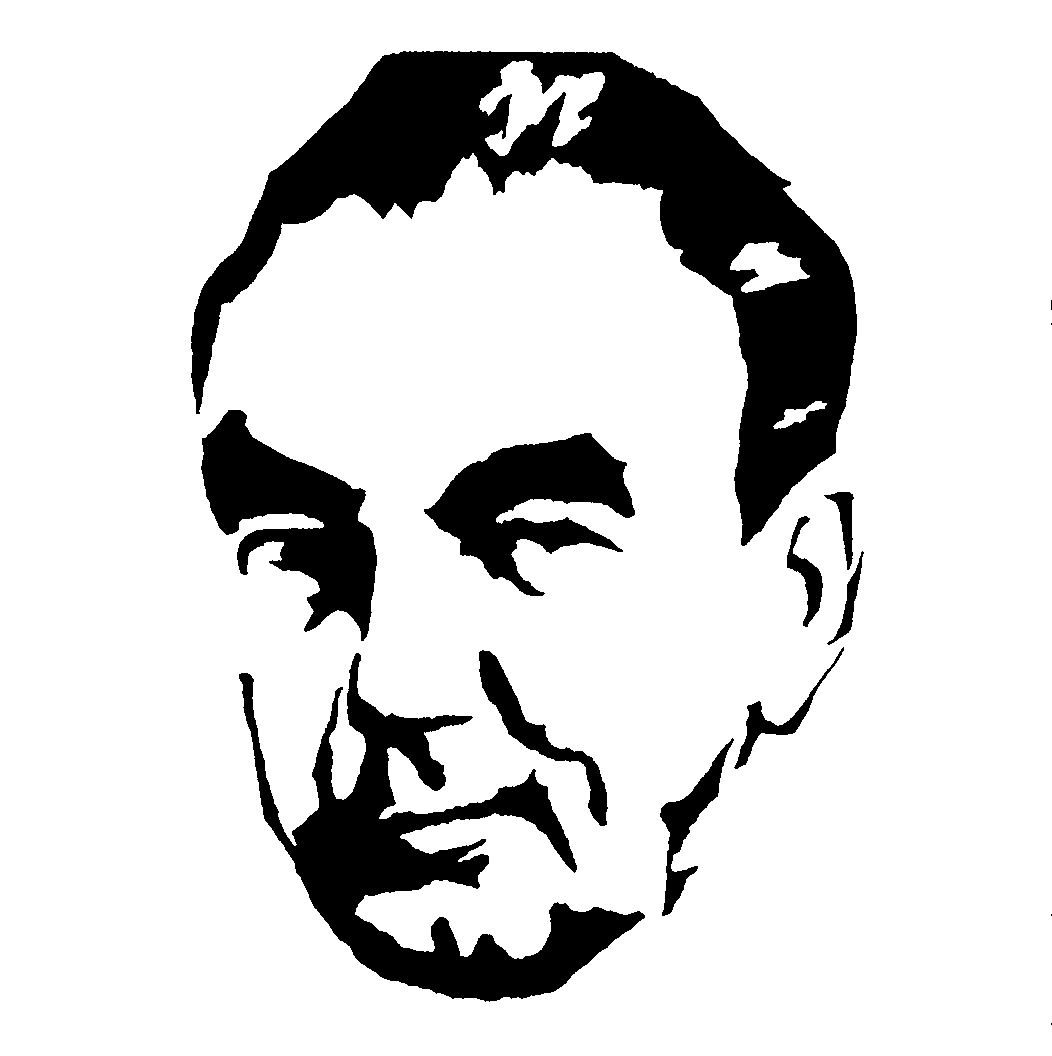
Erich Kästner, pristagare 1957

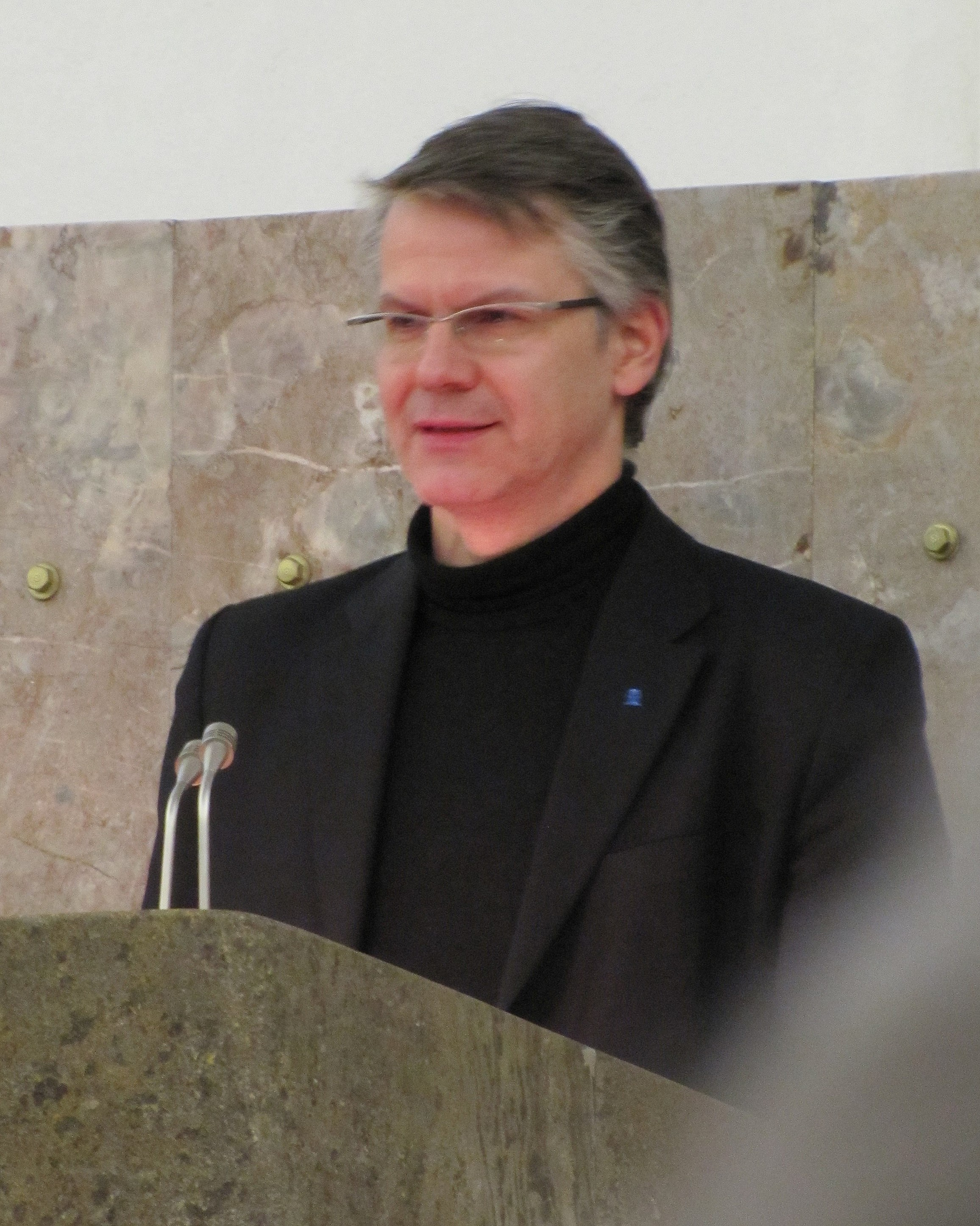
Durs Grünbein, pristagare 1995

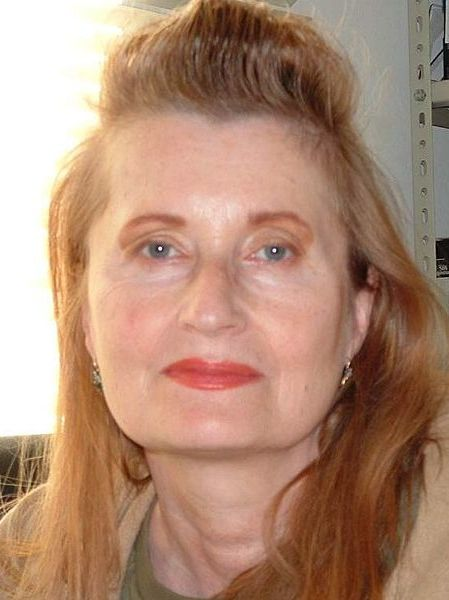
Elfriede Jelinek, pristagare 1998

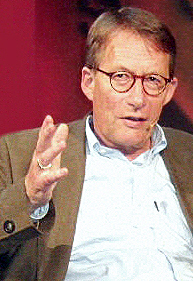
F. C. Delius, pristagare 2011

Georg Büchnerpriset (tyska: Georg-Büchner-Preis) är ett tyskt litteraturpris som instiftades 1923 till minne av Georg Büchner. Det utdelades från början till konstnärer, poeter, skådespelare och sångare. År 1951 ändrades priset till att bli endast ett litteraturpris. Det delas årligen ut av Deutsche Akademie für Sprache und Dichtung till en tyskspråkig författare. År 2012 var prissumman 50.000 euro.
Büchnerpriset betraktas allmänt som den mest prestigefyllda litterära utmärkelsen inom det tyska språkområdet.

## Pristagare 1923-1950
- 1923 Adam Karillon (1853-1938) och Arnold Ludwig Mendelssohn (1855-1933)
- 1924 Alfred Bock (1859-1932)
- 1925 Wilhelm Michel (1877-1942)
- 1926 Christian Heinrich Kleukens (1880–1954) och Wilhelm Petersen (1890–1957)
- 1927 Kasimir Edschmid (1890-1966)
- 1928 Richard Hoelscher (1867–1943) och Well Habicht
- 1929 Carl Zuckmayer (1896-1977)
- 1930 Nikolaus Schwarzkopf (1884-1962)
- 1931 Alexander Posch och Hans Simon (1897–1982)
- 1932 Albert H. Rausch (1882-1949)
- 1933-1944 Ej utdelat
- 1945 Hans Schiebelhuth (1895-1944)
- 1946 Fritz Usinger (1895-1982)
- 1947 Anna Seghers (1900-1983)
- 1948 Hermann Heiß (1897-1966)
- 1949 Carl Gunschmann (1895–1984)
- 1950 Elisabeth Langgässer (1899-1950)

## Pristagare från 1951 och framåt
- 1951 Gottfried Benn (1886–1956)
- 1952 Ej utdelat
- 1953 Ernst Kreuder (1903–1972)
- 1954 Martin Kessel (1901–1990)
- 1955 Marie Luise Kaschnitz (1901–1974)
- 1956 Karl Krolow (1915–1999)
- 1957 Erich Kästner (1899–1974)
- 1958 Max Frisch (1911–1991)
- 1959 Günter Eich (1907–1972)
- 1960 Paul Celan (1920–1970)
- 1961 Hans Erich Nossack (1901–1977)
- 1962 Wolfgang Koeppen (1906–1996)
- 1963 Hans Magnus Enzensberger (1929–2022)
- 1964 Ingeborg Bachmann (1926–1973)
- 1965 Günter Grass (1927–2015)
- 1966 Wolfgang Hildesheimer (1916–1991)
- 1967 Heinrich Böll (1917–1985)
- 1968 Golo Mann (1909–1994)
- 1969 Helmut Heißenbüttel (1921–1996)
- 1970 Thomas Bernhard (1931–1989)
- 1971 Uwe Johnson (1934–1984)
- 1972 Elias Canetti (1905–1994)
- 1973 Peter Handke (* 1942) (gav tillbaka pengarna 1999)
- 1974 Hermann Kesten (1900–1996)
- 1975 Manès Sperber (1905–1984)
- 1976 Heinz Piontek (1925–2003)
- 1977 Reiner Kunze (* 1933)
- 1978 Hermann Lenz (1913–1998)
- 1979 Ernst Meister (1911–1979), postumt
- 1980 Christa Wolf (1929–2011)
- 1981 Martin Walser (* 1927)
- 1982 Peter Weiss (1916–1982), postumt
- 1983 Wolfdietrich Schnurre (1920–1989)
- 1984 Ernst Jandl (1925–2000)
- 1985 Heiner Müller (1929–1995)
- 1986 Friedrich Dürrenmatt (1921–1990)
- 1987 Erich Fried (1921–1988)
- 1988 Albert Drach (1902–1995)
- 1989 Botho Strauss (* 1944)
- 1990 Tankred Dorst (1925–2017)
- 1991 Wolf Biermann (* 1936)
- 1992 George Tabori (1914–2007)
- 1993 Peter Rühmkorf (1929–2008)
- 1994 Adolf Muschg (* 1934)
- 1995 Durs Grünbein (* 1962)
- 1996 Sarah Kirsch (1935–2013)
- 1997 H. C. Artmann (1921–2000)
- 1998 Elfriede Jelinek (* 1946)
- 1999 Arnold Stadler (* 1954)
- 2000 Volker Braun (* 1939)
- 2001 Friederike Mayröcker (* 1924)
- 2002 Wolfgang Hilbig (1941–2007)
- 2003 Alexander Kluge (* 1932)
- 2004 Wilhelm Genazino (1943–2018)
- 2005 Brigitte Kronauer (1940–2019)
- 2006 Oskar Pastior (1927–2006), postumt
- 2007 Martin Mosebach (* 1951)
- 2008 Josef Winkler (* 1953)
- 2009 Walter Kappacher (1938–2024)
- 2010 Reinhard Jirgl (* 1953)
- 2011 Friedrich Christian Delius (1943–2022)
- 2012 Felicitas Hoppe (* 1960)
- 2013 Sibylle Lewitscharoff (1954–2023)
- 2014 Jürgen Becker (1932–2024)
- 2015 Rainald Goetz (* 1954)
- 2016 Marcel Beyer (* 1965)
- 2017 Jan Wagner (* 1971)
- 2018 Terézia Mora (* 1971)
- 2019 Lukas Bärfuss (* 1971)[2]
- 2020 Elke Erb (1938–2024)
- 2021 Clemens J. Setz (* 1982)
- 2022 Emine Sevgi Özdamar (* 1946)
- 2023 Lutz Seiler (* 1963)
- 2024 Oswald Egger (* 1963)
- 2025 Ursula Krechel (* 1947)